# Cenacolo Artistico Forlivese
Il Cenacolo Artistico Forlivese è un'associazione di artisti fondata a Forlì nel 1920 per iniziativa di Giovanni Marchini e di don Tommaso Nediani: ebbe sede nell'ex barriera daziaria di Porta Cotogni, sul lato destro della via, venendo da Piazza Saffi. La sede fu inaugurata il 25 novembre del 1920, con lo Statuto, lo stendardo e il motto Sub luce tua carpimus iter. Si tratta di "un’esperienza importante all’interno di un panorama culturale di più ampio respiro, con diretti collegamenti con i centri artistici di Firenze, Bologna, Venezia e Roma".
Al Cenacolo Giacomo Balla donò il proprio dipinto Siamo in quattro (beato chi li trova). Poiché la vita del Cenacolo fu sconvolta dalla perdita della sede, quando gli edifici dell'ex barriera daziaria furono abbattuti per far posto alla costruzione di due nuovi palazzi, tanto da giungere al suo scioglimento de facto, a sua volta, Marchini, nel 1930, donò l'opera alla Pinacoteca civica di Forlì, dov'è tuttora conservata.
Del Cenacolo Artistico Forlivese fecero parte, tra gli altri:
- Giovanni Marchini (1877-1946), fondatore
- Pietro Angelini (1888-1977)
- Dino Bissi
- Bernardino Boifava (1888-1953)
- Leonida Brunetti (1896-1970)
- Maceo Casadei (1899-1992)
- Augusto Antonio Dirani (1897-1983)
- Francesco Olivucci (1899-1985)
- Pio Rossi (1890-1969)
- Luigi Galotti
- Carlo Stanghellini (1901-1956)
- Renato Baldani (1884-1944)
- Nino Muratori
- Ferdinando Rosetti
- Tommaso Nediani
- Orazio Spighi (1889-1950)
- Livio Carloni  (1895-1959), noto con lo pseudonimo Luciano De Nardis
- Umberto Zimelli (1898-1972)[6].